# CBCテレビジョン
CBCテレビジョン（CBC Television、別名：CBC TV）は、カナダの公共放送であるカナダ放送協会が所有する英語放送テレビネットワーク。同ネットワークは1952年9月6日に運用を開始した。フランス語版は、Ici Radio-Canada Téléである。
トロントのカナダ放送センターにメインスタジオがあるCBCテレビジョンは、カナダ全土の都市部の放送局で利用でき、ケーブルテレビや衛星テレビのプロバイダーでは必携局として利用できる。CBCテレビジョンは、CBC Gemビデオプラットフォームでライブストリーミングすることもできる。CBCの番組のほとんど全てがカナダで制作されている。CBCテレビジョンは公的資金によって支えられているが、CBCラジオやコマーシャルが無い他のいくつかの国の公共放送とは対照的に、コマーシャル広告収入はネットワークを補完する。

## 概要

この代替ロゴは、1960年代から1974年まで、CBCテレビジョンが印刷広告や番組のプロモーションに使用していた。このロゴのバージョンは、CBCラジオ（「Television」を「Radio」に置き換えたもの）にも使用された。ただし、これがCBCテレビジョンの公式ロゴとして使用されることはなかった。

ニュース、スポーツ、エンターテイメント、子供向け番組の完全な24時間ネットワークスケジュールを提供し、殆どの場合、番組が30分遅れて放送されるニューファンドランド標準時を除いて、全国の同じ現地時間に同じ番組を配信する。
2006年10月9日6:00に、24時間制に切り替わり、そのようなスケジュールに移行した最後の主要な英語放送局の1つになった。CBCが所有する殆どの放送局は、以前は早朝（通常は1:00から6:00まで）に放送を停止していた。
殆どの民間放送局が放送するインフォマーシャルや、BBC OneのBBCニュースチャンネルの毎晩のサイマル放送のスタイルでのCBCニュースネットワークのサイマル放送であるCBCは、ローカルニュース、プライムタイムシリーズ、映画、CBCライブラリーからのその他の番組を含むリピートを放送するために時間を使用する。
フランス語のカウンターパートであるIci Radio-Canada Téléは、その後数年間、毎晩承認を続けていたが、現在では、通常の番組が終了した後、次の番組の日が始まるまで、姉妹ニュースネットワークのIci RDIの同時放送を放送している。
歴史的には、今日のように（以下の「放送局」を参照）、スケジュールには地域差の余地があったが、CBCが所有する放送局では、これらの殆どが、ローカルニュース番組や夏の地域ドキュメンタリーシリーズ『アブソリュートリー・カナディアン』の版以外に重要な番組を放送しなくなったところまで、資金が減少した。
1998年まで、主要なカナダの番組に加えて様々なアメリカの番組を放送し、CTVやグローバルなどのカナダの民間放送局と直接競合していた。それ以来、カナダの番組、少数のイギリスの番組、いくつかのアメリカの映画とネットワーク外の繰り返しに制限されている。この変更以来、CBCは1995年以前に達成した格付けに匹敵する格付けを維持するのに苦労することがあったが、近年では格付けがいくらか回復している。2007年～2008年シーズンでは、『大草原のリトル・モスク』や『ザ・ボーダー』などの人気シリーズにより、5年以上で最高の視聴率を達成した。

2001年から2009年までCBCテレビジョンで使用されていたロゴ。以前のロゴのバリエーションはCBCロゴを保持していたが、テキストは別のフォントだった。

2002年、CBCテレビジョンとCBCニュースネットワークは、全ての番組にクローズドキャプションを提供する必要があるカナダで最初の放送局になった。これらのネットワークでは、外部コマーシャルのみにキャプションを付ける必要はないが、殆どのコマーシャルはキャプション付きで放映されている。全ての番組、バンパー、ビルボード、プロモーション、その他の内部番組にはキャプションを付ける必要がある。この要件は、同年に解決された聴覚障害者で弁護士のヘンリー・ヴラグによって提出された人権侵害の申し立てに由来する。
CBCとロジャーズ・コミュニケーションズとのNHL放映権に関する現在の取り決めの下では、CBC所有局及び提携局での『ホッケー・ナイト・イン・カナダ』の放送は、技術的にはCBCテレビジョンネットワークではなく、ロジャーズが運営する別のCRTCライセンスのパートタイムネットワークで放映される。CBCのバグや他のCBCテレビジョン番組のプロモーションは『HNIC』全体に表示されるが、ロジャーズは同番組放送中に編集管理を行い、全ての広告時間を販売するため、CRTCによって必要とされた。

## 番組編成

### ニュースと時事
CBCの主力ニュース番組『ザ・ナショナル』は、日曜日から金曜日の現地時間22:00（22:30に放送されるニューファンドランドを除く）と土曜日18:00（EST）に放送される。2006年10月まで、CBCの直営局は、23:00に番組の2回目の放送を放映した。この後の放送には、番組の主要なニュース部分のみが含まれ、分析とドキュメンタリーのコーナーは除外された。この2回目の放送は、後に他番組に置き換えられ、2012〜2013年のテレビシーズンの時点で、CBCの主要な市場局で30分間のニュース番組に置き換えられた。また、せいぜい土曜日の夜遅くに短いニュースの更新もある。ホッケーシーズン中、この更新は通常、『ホッケー・ナイト・イン・カナダ』でのダブルヘッダーの2番目のゲームの最初の休憩中に見られる。
同番組は、殆どのタイムゾーンで現地時間12:00から13:00までCBCニュースネットワークからのローリングカバレッジを同時放送する（地元のCBCラジオ・ワンの朝の番組が代わりに同時放送されない地域でも6:00から7:00まで）。
前述の深夜のローカルニュース放送に加えて、殆どの市場のCBC加盟局は、通常17:00から18:30まで、夕方のローカルニュース番組でいっぱいになる（土曜日の夕食時間の放送と日曜日深夜のニュース放送で構成されている）。週刊ニュースマガジン『ザ・フィフス・エステート』も、『Doc Zone』等のドキュメンタリーシリーズと同様に、CBCの主力番組である。

### スポーツ
CBCテレビジョンで最も人気のある番組の1つが、NHLホッケーの試合を毎週土曜日に放送する『ホッケー・ナイト・イン・カナダ』である。NHLのロックアウトとその後の2004年から2005年のホッケーシーズンの中止の間、CBCは代わりに、土曜日夜に『ムービー・ナイト・イン・カナダ（Movie Night in Canada）』としてブランド化された様々な最近の映画やクラシック映画を放映した。多くの文化団体がこれを批判し、CBCでマイナー・ホッケー・リーグからの試合の放送を提案した。CBCは、そのような放送権の殆どは既に他のグループによって保持されていると回答したが、別のカナダのホッケー会場からの各『ムービー・ナイト』の放送に基づいていた。ホッケー以外に、CBCスポーツのプロパティには、バスケットボールのトロント・ラプターズ、サッカーのトロントFC、その他の様々なアマチュア・プロのイベントが含まれる。
CBCの放送によるカナダのテレビでの夏季・冬季オリンピックを含むオリンピックのテレビ放送は1956年に開始された。2024年までオリンピックを放送する権利がある。
また、2004年～2005年シーズン中は、カナダカーリング協会のイベントの独占キャリアでもあった。残念な結果と、CBCカントリー・カナダ（CBC Country Canada、現：「コテージ・ライフ」と呼ばれる）で行われている多くの抽選に対するファンの怒りにより、同協会は2004年に署名したCBCとの複数年契約をキャンセルしようとした。CBCが訴訟を起こすと脅した後、両者は最終的に、初期段階の権利をTSNに戻すという合意に達した。2006年6月15日、CCAは、TSNが2008年～2009年シーズンの時点でカナダでのカーリング放送の独占権を取得すると発表し、CBCは40年以上ぶりにチャンピオンシップの週末から締め出された。
CBCスポーツは、2007年シーズンの後、CFLレギュラーシーズンゲームとグレイ・カップがTSNに移行し、CBCのCFLでの在職期間が終了すると発表された時、別の大きな打撃を受けた。CFLは、CBCの2005年の組合ロックアウト中のCBCの精彩を欠いた生産に満足していなかったと述べられており、ネットワークはCBCの管理を使用して舞台裏のテレビ放送を行い、通常のアナウンサークルーの代わりにスタジアムの構内アナウンサーを起用することを余儀なくされた。
2007年6月23日、トロント・ブルージェイズの試合を放送する2年間の契約で最初の試合を放送した。同契約は2008年シーズンの終わりに終了し、更新されなかった。
2007年8月には、CBCが2007年～2008年のNBAシーズンから少なくとも2009年～2010年まで、トロント・ラプターズが関与するナショナル・バスケットボール・アソシエーションの試合を放送することも発表された。CBCは、2007年～2008年のゲームと、2008年～2009年・2009年～2010年シーズンに20試合を配信した。
2013年11月、NHLはロジャーズ・コミュニケーションズと52億ドルの契約を結び、2014年から2015年までの12年間の独占権を獲得したことを発表した。CBCは、契約の最初の4年間、NHLのゲームを放送するサブライセンスを受けている。
連邦政府からの資金削減と収益の減少の結果、2014年4月、CBCはプロスポーツの放送権にもはや入札しないと発表した。

### エンターテインメント
CBCテレビジョンの最も有名なプライムタイムシリーズには、コメディシリーズ『リック・マーサー・レポート』、『この時間は22分ある』、『大草原のリトル・モスク』、『THE TUDORS〜背徳の王冠〜』、『ハートランド物語』、『インテリジェンス』などのドラマがある。
2006年、CBCは、同年秋に初放送される次の新シリーズが含まれるゴールデンタイムのラインナップに抜本的な変更を加えることを発表した。
- 『ドラゴンズ・デン（英語版）』（リアリティ）
- 『インテリジェンス（英語版）』（ドラマ）
- 『ルーマーズ（英語版）』（コメディ）
- 『アンダードッグス（英語版）』（『マーケットプレイス（英語版）』のスピンオフ）
- 『Jozi-H（英語版）』（医療ドラマ。カナダと南アフリカの共同製作）
- 『ザ・ワン:メイキング・ア・ミュージック・スター（英語版）』（2006年7月にCBCによって同時放送されたアメリカのリアリティ番組のカナダ版。カナダのシリーズはスケジュールに含まれていなかった）
- 『72アワーズ:トゥルー・クライム（英語版）』（犯罪ドキュメンタリーシリーズ、予定通りだが、プライムタイムの「コア」で初放送）
- メインのCBCネットワークでの『ジ・アワー（英語版）』の再放送

多くの人がCBCスケジュールのこれらの変更に驚いていたが、これは明らかに若い視聴者をネットワークに引き付けることを目的としていた。コアな視聴者層を遠ざける可能性があると示唆する人もいた。ネットワークが『ザ・ナショナル』を一部のタイムゾーンに移動して、夏にアメリカ版『ザ・ワン』を同時放送することを決定した際、別の批判がなされた。アメリカとカナダの視聴率が非常に低かったため、『ザ・ワン』は2週間後に放映され、ニュース放送は通常のスケジュールを再開したため、これは後に議論の余地があった。
2006年には、昼間の番組も刷新された。CBCと海外シリーズの再放送はまだあったが、『ギル・ディーコン・ショー』や地域フランチャイズ『リビング』などの新しいトーク番組が追加された。『ギル・ディーコン・ショー』は僅か7ヶ月後に終了され、代わりに別のトーク番組『スティーブン・アンド・クリス』が放送された (同番組は、アメリカのライブ・ウェル・ネットワークにも放送された）。『リビング』は2009年8月に終了された。
2007年1月9日、CBCは、サスカチュワン州の田舎に住むイスラム教徒の家族を描いたコメディ『大草原のリトル・モスク』という大々的に宣伝された新シリーズの放送を開始した。このシリーズは、高い視聴率と国際的なメディアの注目を集めた。また、マーサ・スチュワートの昼間の番組がCBCの昼間のラインナップに追加され、2008年9月には夜間の『ホイール・オブ・フォーチュン』と『ジェパディ!』が続くことも発表された（アメリカの広告量を制限するためにいくつかの編集を加えて）。
2008年1月、ドラマシリーズ『ザ・ボーダー』、『MVP』、『JPod』、リアリティシリーズ『女たちが行った週』、コメディー『ソフィー』を開始した。『ザ・ボーダー』と『ソフィー』のみが2008年秋に第2シーズンに更新された。新シリーズの『ビーイング・エリカ』と『ワイルド・ローズ』は2009年1月に放送を開始した。
2005年から、CBCは、BBCウェールズの『ドクター・フー』の復活に制作資金を提供しており、各エピソードの終わりに特別なクレジットを受け取った。この取り決めは、2008年に放送された第4シーズンの終わりまで続いた。CBCは、スピンオフシリーズ『秘密情報部トーチウッド』の第1シーズンにも同様に貢献した。最近では、ドラマシリーズ『ジャネット・キング』や『ラブ・チャイルド』、コメディドラマシリーズ『プリーズ・ライク・ミー』など、オーストラリアのシリーズのカナダ版権も取得し始めている。

### CBC Gem
CBC Gemは、CBCテレビジョンのビデオ・オン・デマンドプラットフォームである。CBCテレビジョンのライブ及びオンデマンド番組のストリーミング、多数の短編コメディ、ドラマ、カナダの長編・短編映画、ドキュメンタリー映画、世界中の公共放送局から厳選された国際番組といったノンフィクションのウェブシリーズなどが含まれる。
このサービスは、ウェブ経由及びモバイルアプリ（旧：CBC TV app）として利用できる。Gemは、広告なしのビデオ・オン・デマンドやCBCニュースネットワークを含むプレミアムサブスクリプションも提供している。『トップライン（TopLine）』などの新番組や今後の番組は、CBC Gemで視聴できる。

### 子供向け番組
『CBC Kids』や『ジ・アウトレット（The Outlet）』などと称されることが多い子供向け番組は、平日の午前中と週末朝の大部分を占めている。

## CBC HD

2005年3月5日、CBCテレビジョンは、トロント（CBLT-DT）とモントリオール（CBMT-DT）の放送局の高解像度サイマル放送を開始した。それ以来、ネットワークはバンクーバー（CBUT-DT）、オタワ（CBOT-DT）、エドモントン（CBXT-DT）、カルガリー（CBRT-DT）、ハリファックス（CBHT-DT）、ウィンザー（CBET-DT）、ウィニペグ（CBWT-DT）、セントジョンズ（CBNT-DT）でもHDサイマル放送を開始した。衛星・デジタルケーブル経由で全国的に利用できるほか、通常のテレビアンテナとデジタルチューナー（殆どの新しいテレビセットに付属）を使用して、次のチャンネルで無料の地上波で利用できる。
| 都市                                               | 放送局  | 地上波デジタルチャンネル （仮想チャンネル） | デジタル地上波 開局日 |
| -------------------------------------------------- | ------- | ------------------------------------------- | --------------------- |
| アルバータ州カルガリー                             | CBRT-DT | 21（9.1）                                   | 2011年4月1日          |
| プリンスエドワードアイランド州シャーロットタウン   | CBCT-DT | 13（13.1）                                  | 2011年8月31日         |
| アルバータ州エドモントン                           | CBXT-DT | 42（5.1）                                   | 2011年4月1日          |
| ニューブランズウィック州フレデリクトン             | CBAT-DT | 31（4.1）                                   | 2011年8月31日         |
| ノバスコシア州ハリファックス                       | CBHT-DT | 39（3.1）                                   | 2011年8月31日         |
| ケベック州モントリオール                           | CBMT-DT | 20（6.1）                                   | 2005年2月21日         |
| オンタリオ州オタワ                                 | CBOT-DT | 25（4.1）                                   | 2006年9月13日         |
| サスカチュワン州レジャイナ                         | CBKT-DT | 9（9.1）                                    | 2011年8月31日         |
| ニューファンドランド・ラブラドール州セントジョンズ | CBNT-DT | 8（8.1）                                    | 2011年8月31日         |
| オンタリオ州トロント                               | CBLT-DT | 20（5.1）                                   | 2005年3月5日          |
| ブリティッシュコロンビア州バンクーバー             | CBUT-DT | 43（2.1）                                   | 2006年1月9日          |
| オンタリオ州ウィンザー                             | CBET-DT | 9（9.1）                                    | 2011年8月31日         |
| マニトバ州ウィニペグ                               | CBWT-DT | 27（6.1）                                   | 2011年12月9日         |
| ノースウエスト準州イエローナイフ                   | CFYK-DT | 8（8.1）                                    | 2012年8月1日          |

全ての HDチャンネルは、北アメリカのPSIP仮想チャンネリング規格を介してアナログ位置にマッピングされる。
2007年秋、CBCはトロントの施設をアップグレードし、カナダで2番目のフルHDニュース放送局になった。『ザ・ナショナル』と、トロントの同じニューススタジオから発信された全てのニュース番組（『CBCニュース:サンデーナイト（CBC News: Sunday Night）』を含む）がHDで視聴できるようになった。
2011年9月1日、アナログテレビの終了とデジタル変換の一環として、全てのCBC地上波HD放送が1080iから720p解像度形式に切り替わった。
2012年8月、CBCが残りのアナログ送信機を全て停止した後、CBCテレビジョン（及びCBCニュースネットワーク）全ての番組を16:9のアスペクト比のみで放送し始め、Ici Radio-Canada Téléは2007年9月が以来行っているように、標準解像度の視聴者向けにワイドスクリーンフィードをレターボックス化し始めた。

## 放送局
主要都市を含む全てのCBCテレビジョンの放送局は、CBC自身によって直営されている。CBC直営局（O&O）は、主なネットワークスケジュールからの逸脱が殆どない、ほぼシームレスな全国サービスとして運営されているが、時々地域によって多少の違いがある。放送中の身元確認のために、殆どのCBC加盟局はコールレターではなくCBCブランドを使用し、放送開始または放送終了するまで特に身元を明かさない（ただし、トロントのCBLTのように、PSIP以外では全く身元を明かさない放送局もある）。全てのCBC直営局には、最初の2文字が「CB」（カナダ（ブロックはCF-CK）ではなく、チリに割り当てられたCA-CEブロックのITU符字列）で最後の文字が「T」という標準的な呼出文字の命名規則がある。3番目の文字のみが市場によって異なるが、その文字は通常、同じ市場のCBCラジオ・ワン及びCBCラジオ2加盟局の3番目の文字と同じである。この規則の例外は、イエローナイフ、ホワイトホース、イカルイトにあるCBCノースの各放送局で、マイクロ波や衛星放送が登場する前にCBCのフロンティア・カバレッジ・パッケージ（Frontier Coverage Package）と歴史的に関連していたため、コールサインが「CF」で始まる。
小さな都市から放送する一部の放送局は、CBCの個人所有提携局で、つまり、民間放送局が所有しているが、主にCBC番組をスケジュールに組み込んでいる局である。このような放送局は「一般的に」CBCのスケジュールに従い、週に最低40時間のネットワーク番組を放送していた。しかし、地元で制作された番組、シンジケートシリーズ、またはCTV Twoなど、同じ市場に放送局を持たない他の放送局から購入した番組を放映するために、一部のCBC番組を離脱することを選択することがよくあった。このような場合、置き換えられたCBC番組は、ネットワークとは異なる時間に放送されたか、放送局で全く放送されなかった可能性がある。殆どの個人所有提携局は一般に、CBCの午後のスケジュールと木曜日の夜の芸術番組を離脱した。個人所有提携局は、CBCスケジュールの中核部分として『ザ・ナショナル』の22:00の放送を行ったが、通常、23:00の再放送（これはもはや放送されていない）を省略した。殆どの個人所有提携局は、少なくとも35分間、独自のローカルニュース番組を制作している。2006年10月にネットワークが1日24時間の放送を開始して以来、一部の個人所有提携局は、CBCの夜間番組をスケジュールに追加し始めた。
2016年8月31日にロイドミンスターにあった最後の個人所有のCBC提携局CKSA-DTが解散した後、多くの個人所有局がCBC自体によって、またはキャンウェスト・グローバルまたはCHUMリミテッドによって購入され、それぞれE!（キャンウェストが所有する小規模なシステムだが、完全に全国的なグローバルテレビジョンネットワークとは別のものである）またはA-Channel（後にA、現：CTV Two）の放送局になったため、CBCの提携局として運営されている個人所有局はこれ以上ない。2006年2月27日に、ケロウナにあるCBCの個人所有提携局CHBC-TVがE!（当時は「CH」として知られていた）に加入した。個人所有のCBC提携局が別のネットワークと再提携した場合、CBCは通常、CBCサービスが確実に継続されるように、最寄りの直営局の再送信所を追加した。しかし、CHBCとカムループスのCFJC-TVの間の合意により、CFJCも2006年2月27日にCBCから脱退したが、ライセンスエリアに再送信所は設置されなかった。2008年8月31日に、プリンスジョージのCBCの元個人所有提携局CKPG-TVと、メディシンハットのCHAT-TVが脱退し、E!に参加したが、CBCはこれらの地域に新しい再送信局を追加しないと発表した。ちなみに、CFJC、CKPG、CHATは全て、独立系メディア企業のジム・パティソン・グループが所有している。E!の閉局やその他のメディア環境の変化に伴い、以前のCBC提携局のいくつかは、その後、CTV、Citytv、またはグローバルに参加するか、完全に閉局された。
サンダーベイ・エレクトロニクス（Thunder Bay Electronics、CBCのサンダーベイ提携局CKPR-DTの所有者）とベル・メディア（テラスのCBC提携局CFTK-TVとドーソン・クリークのCJDC-TVの所有者）がカナダ・ラジオテレビ通信委員会（CRTC）に提出した書類によると、CBCは、2011年8月31日を超えて、その個人所有提携局との関係を延長しないことを通知した。ちなみに、この日はカナダでアナログからデジタルへの移行が行われた日でもあった。最近の慣行と、再送信機をデジタルに変換しないというCBCの決定を考慮すると、人口が数百人から数千人の市場であっても、CBCが提携局を置き換えるために新しい送信所を開設するとは予想されておらず、2012年7月には既存の送信所ネットワークをデジタル送信所のみに縮小した。しかし、2011年3月、CKPRは、CBCとの番組契約に達したことを発表したことにより、同局はサンダーベイで5年間CBC番組を提供し続ける。
2012年3月16日、アストラル・メディア（Astral Media）は、CTVとCTV Twoの所有者であるベル・メディアに資産を33億8,000万ドルで売却し、CFTKとCJDCを買収に含めることを発表した。その後、両方の局がCTV Two加盟局になった。
ヌナブト準州、ノースウエスト準州、ユーコン準州にあるCBCテレビジョンの放送局は、「CBCノース」としてブランド化されており、番組を主に地元の先住民に合わせて調整し、イヌクティトゥット語、グウィッチン語、ディネ語などの多くの母国語で放送している。